# Aula Palatina
Aula Palatina, imenovana tudi Konstantinova bazilika (nemško Konstantinbasilika), v Trierju, Nemčija, je rimska palača bazilika in zgodnjekrščanska stavba, zgrajena med letoma 300 in 310 našega štetja v času vladavine Konstancija Klora in Konstantina I. Velikega.
Danes se uporablja kot Cerkev Odrešenika in je v lasti kongregacije znotraj Evangeličanske cerkve v Porenju. V baziliki je največja ohranjena dvorana iz antike. Dvorana je dolga 67 m, široka 26,05 m in visoka 33 m. Zaradi svojega pričevanja o imperialnem pomenu Trierja v času Rimskega cesarstva in njegove arhitekture je bila Aula Palatina leta 1986 uvrščena na Unescov seznam svetovne dediščine kot del Rimski spomeniki, stolnica svetega Petra in Marijina cerkev v Trierju.

## Opis in zgodovina
Čeprav Aula Palatina na splošno sledi standardnemu arhitekturnemu načrtu prejšnjih bazilik, s pomanjkanjem stebrov v notranjosti in odprto, škatlasto obliko, je edinstvena po dodatku prečnega preddverja, ki spominja na narteks. Bazilika je bila izdelana iz polne opeke, s črno-belim marmornim podom in je bila opremljena s talnim in stenskim ogrevanjem (hipokavst). Bazilika je bila prvotno del kompleksa palače in ni bila samostoječa stavba, ampak so ji bile prizidane druge manjše stavbe (kot so preddverje in nekaj servisnih stavb). Zunanje dvorišče in ograje v prvem in drugem nadstropju bazilike ne obstajajo več, vendar je na splošno izjemno dobro ohranjeno.
V srednjem veku so jo uporabljali kot rezidenco trierskega škofa. V ta namen so apsido preoblikovali v bivalne prostore in na vrhu njenih sten dodali fiale. V 17. stoletju je nadškof Lothar von Metternich zgradil svojo palačo tik ob Auli Palatini in jo vanjo vključil z večjo prenovo. Kasneje, v 19. stoletju, je Friderik Viljem IV. Pruski ukazal obnoviti stavbo v prvotno rimsko stanje, kar je bilo opravljeno pod nadzorom vojaškega arhitekta Carla Schnitzlerja. Leta 1856 je Aula Palatina postala protestantska cerkev. Leta 1944 je stavba pogorela zaradi zračnega napada zavezniških sil med drugo svetovno vojno. Ko so jo po vojni popravljali, zgodovinske notranje dekoracije iz 19. stoletja niso bile rekonstruirane, tako da so opečne stene vidne tudi od znotraj.
Nove orgle so bile nameščene leta 2014. Imajo več kot 6000 orgelskih cevi.

## Galerija
- Notranji pogled proti severu
- Notranji pogled na jug